# XIII. Leó pápa
XIII. Leó pápa (gróf Gioacchino Pecci; Carpineto Romano, 1810. március 2. – Róma, 1903. július 20.) a 256. római pápa.
1878. február 20-án választották pápává, és 25 éven át kormányozta a római katolikus egyházat, amivel eddig a negyedik leghosszabb ideig uralkodó pápa Péter, IX. Piusz pápa és II. János Pál pápa után. Nemzetiségét tekintve ő is olasz volt, mint az előtte uralkodott 37 pápa.
A pápaság presztízsének mélypontján lett egyházfő. Miután a pápai állam megszűnt, a pápa 1870 óta „fogoly” volt a Vatikánban, feszültség volt a Vatikán és a legtöbb európai kormány között. Az olasz állam és a Vatikán között is a legnagyobb ridegség és ellenségeskedés uralkodott. A század végére sikerrel vezette ki az egyházat ebből az elszigeteltségből, és kibékítette azt Franciaország, Oroszország, Németország és Nagy-Britannia kormányával.
Legfontosabb célja az egyház és a kultúra összhangba hozása, valamint a modern társadalom megnyerése volt, amit azonban nem tudott elérni. Első vállalkozásainak egyike az volt, hogy ellensúlyozza az államok szekularizáló társadalmát, amelyek kormányait gyakran antiklerikális, pápaellenes és egyházellenes politika jellemzte. Ez volt a Kulturkampf kora Németországban, valamint a kormányzati antiklerikalizmus kora Franciaországban, Belgiumban és Hollandiában.
A rendkívül szorgos pápa – ő írta a legtöbb, összesen 85 enciklikát a pápák között – a katolikus élet minden aspektusában véleményt alkotott, és foglalkozott minden nemzettel. Erkölcsi tanításában a keresztény embereknek mutatott utat a politikától kezdve a munkáig. Olyan nevekkel illették, mint a „munkások pápája” vagy „szociális pápa”; de társadalmi kérdésekben a konzervativizmust és a szocializmust egyaránt kritizálta. Az Immortale Dei kezdetű enciklikájában (1885) a demokráciát is az egyház tekintélyével összeegyeztethetetlennek minősítette. Arra törekedett, hogy korának liberalizmusát összeegyeztesse a hagyományos római katolikus tanítással. A Rerum novarum enciklikájával (1891) lerakta az egyház modern társadalmi tanításának alapjait, amely a munka, a társadalmi igazságosság, valamint a tőke és a munka kapcsolatának problémáit tárgyalja az ipari korszakban.
Ő tekinthető a 19. század legjelentősebb pápájának és az első modern pápának. Vele új korszak vette kezdetét a katolikus egyház történetében. Elődeitől eltérően párbeszédet kívánt kezdeni a modern világgal, alkalmazkodott annak társadalmi, gazdasági és politikai realitásaihoz. Vele ért véget az egyház „középkora” és általa csatlakozott a katolikus egyház a modern világhoz.

## Leó gyermek- és ifjúkora
Vincenzo Gioacchino Pecci egy Róma és Nápoly között fekvő 5000 lakosú városkában, Carpinetóban látta meg a napvilágot 1810. március 2-án. Apja Lodovico Pecci gróf, anyja az ugyancsak nemesi származású Anna Prosperi-Busi volt. Szüleinek összesen hét gyermekük született, Vincenzo volt a hatodik. Fiatalkorában, de később is bátyjához, a nála csaknem három évvel idősebb Giuseppéhez kötődött a legjobban, aki szintén papnak készült.
A két fiú 1818-tól 1824-ig a jezsuiták viterbói kollégiumában tanult, s már itt kitűntek kiváló szellemi képességükkel. 1824-ben mindketten Rómába kerültek, és XII. Leó pápának köszönhetően a Gregoriana Pápai Egyetemen folytathatták tanulmányaikat, amelyet a jezsuita rend ebben az időben kapott vissza. Vincenzo kiváló latinos volt (már 11 évesen latin verseket írt) és filológiai tanulmányait is komolyan vette. 1828-ban Giuseppe belépett a jezsuita rendbe, Vincenzo azonban a világi papság mellett döntött. 1832-ben beiratkozott a pápai állam nemesi Akadémiájára, és 1836-ban doktorátust szerzett teológiából, valamint egyházi és világi jogból. Egyik egyetemi előadását meghallgatván, 1837. február 14-én XVI. Gergely pápa személyi prelátusává nevezte ki, még azelőtt, hogy az év december 31-én pappá szentelte volna Carlo Odescalchi államtitkár-bíboros a Vatikán területén lévő egyik magánkápolnában. Első szentmiséjét fivérével együtt mutatta be.

## Az apostoli delegátus, nuncius
Fiatal papként szívesen maradt volna a már megszokott Örök Városban, de a pápa 1838-ban legátusként Beneventóba, a Nápolyi Királyság által körülvett pápai városba küldte. Határozott, erőskezű vezetőnek bizonyult, olyannyira, hogy három év múltán egy jelentősebb helyre, az umbriai Spoletóba helyezték kormányzónak, de hirtelen XVI. Gergely pápa parancsára új helyre kellett mennie. 1841 nyarától másfél éven át Perugia kormányzójaként működött az „ifjú Olaszország” eszméitől akkor már forrongó tartományban. Pecci itt is a tőle elvárt határozottsággal fogott a reformok megvalósításához, és megint átütően sikeresnek bizonyult a viszonyok normalizálása terén. Miután mezőgazdasági és hitelszövetkezeteket alapított, szinte forradalmasította a helyi gazdaságot. Hamarosan újabb beosztást kapott, de ezúttal már nem a pápai állam, hanem az egyetemes egyház diplomáciai szolgálatában.
Az új, alig néhány éves állam, Belgium fővárosában, Brüsszelben a belga királyi udvar mellett lett apostoli nuncius 1843 januárjában, címzetes érseki rangban. 1843. február 17-én Luigi Lambruschini bíboros püspökké szentelte, és a 33 éves nuncius a világegyház egyik legfiatalabb püspökeként megkezdte rövid, de annál kényesebb követi szolgálatát. Nagy nehézségekkel kellett megküzdenie az új állam politikai helyzete miatt. Bonyolult társadalmi, vallási és politikai helyzetbe került, a protestáns király és az egymással szemben álló katolikus és liberális párt között kellett egyensúlyt teremtenie az oktatás kérdése körül kirobbant csatározásokban, úgy, hogy közben az egyház érdekeit is szem előtt kellett tartania. Miután sikerült a Katolikus Párt politikai támogatottságát megerősítenie, a Leuveni Katolikus Egyetem vizsgabizottságaival kapcsolatos kérdésben a királlyal szemben foglalt állást, ezért kegyvesztetté vált az udvar előtt. A belga király kérésére a pápa visszahívta őt, és helyére új belgiumi nunciust nevezett ki.

## Perugia püspöke (1846–1877)

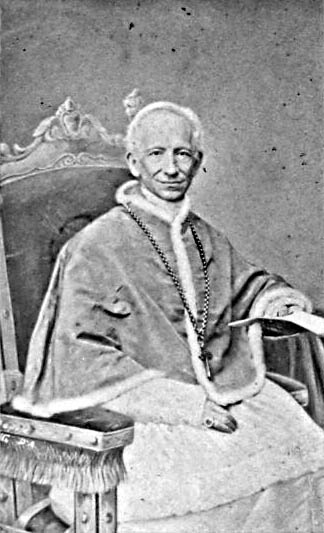
1865-ben, még Perugia püspökeként

A pápa – amint Pecci 1846-ban visszatért Rómába – a Perugiai egyházmegye püspökévé nevezte ki. Mielőtt elfoglalta volna püspöki székét, beutazta a világ legfejlettebb országait (Anglia, Franciaország, Németország), aminek – részben pedig a belgiumi kudarc – hatására megérlelődött benne az az elhatározás, hogy az egyház számára létkérdéssé kell tenni a modern világtól való elszigetelődés megszüntetését, valamint az emberek sorsának irányításába való bekapcsolódást. Mindezt úgy gondolta, hogy az ellentétes erők közötti egyensúlyteremtés, valamint a kölcsönös előnyökkel járó kiegyezés művészete teremtheti meg.
Ezt a meglátását már püspöki székhelyén is kamatoztatta. Kiváló főpásztornak bizonyult; maradandó sikereket ért el a papnevelés, a népmissziók és a szociális munka terén. IX. Piusz pápa 1853-ban bíborossá nevezte ki. A Perugiában eltöltött 31, különféle politikai nyugtalanságokkal terhes esztendőt taktikai érzékének és eszességének köszönhetően úgy tudta kitölteni, hogy a város számára az 1861-es politikai átmenetek is megnyugtatóan zajlottak le. Mindazonáltal körleveleiben szembeszállt az 1860-as egyházellenes törvényekkel, az Unità d'Italia mozgalom túlkapásaival, valamint a pápai állam elfoglalásakor is határozottan tiltakozott, de mindig kerülte a nyílt ellenségeskedést. 1870 és 1877 között legyőzte ellenszenvét az új egységes olasz állammal szemben és a kiegyezés lehetőségeit kereste, mint ahogy az egyház és a modern kultúra közötti megegyezés útját is egyengette. 1874 és 1877 között kiadott pásztorleveleiben lelkesedéssel szólt az emberi haladásról, a tudomány és a technika újdonságairól. A technikát a legkeményebb munka alóli felszabadulásnak tekintette. Az ember feltaláló képességéről pedig azt vallotta, hogy az „a Teremtő lángelméjének egy szikrája”. Pecci bíborosi kinevezése óta szeretett volna Rómába menni, de ellenlábasa, Giacomo Antonelli államtitkár következetesen megakadályozta ebben. Csak Antonelli halála után, 1877. szeptember 21-én tudta kinevezni őt IX. Piusz pápa camerlengónak, azaz kamarás-bíborosnak, ami Róma második leghatalmasabb rangja volt.

## Pápasága (1878–1903)

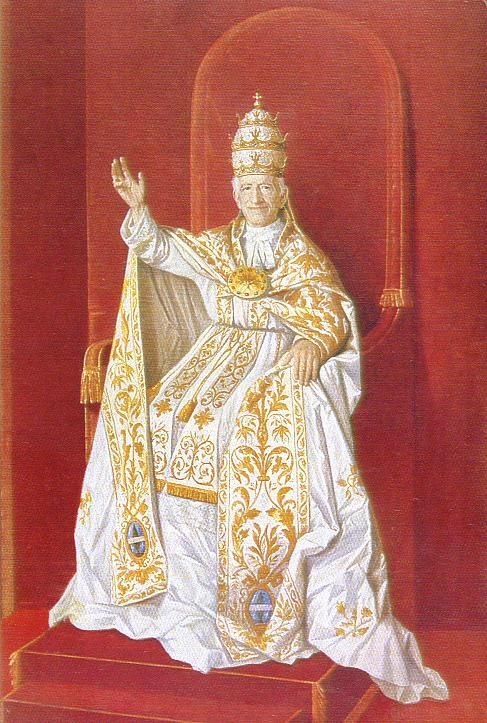
XIII. Leó pápa neogótikus stílusú tiarában

1878. február 7-én meghalt IX. Piusz pápa. Bár a bíborosoknak tartaniuk kellett az olasz kormány beavatkozásától a pápaválasztásba (ugyanis ezt kilátásba is helyezték), II. Viktor Emánuel olasz király akkor bekövetkezett halála, valamint az orosz–török háború elvonta a radikálisok figyelmét a vatikáni ügyekről. Ezért gyorsan kellett dönteniük. Abban még az olasz kapcsolatokban hajthatatlan bíborosok is egyetértettek, hogy olyan pápát kell választaniuk, aki képes lesz a felgyülemlett feszültségeket levezetni, és az egyház számára megnyugtató módon tudná a pápaságot az elszigeteltségből kimozdítani. Így döntésük, már a harmadik napon, február 20-án a camerlengóra, Giocchino Peccire esett. Pecci bíboros a Leó nevet vette fel, ezzel fejezve ki XII. Leó pápa iránti háláját és tiszteletét, aki elősegítette tanulmányainak végzését. Az Olaszországhoz fűződő viszonyból következően az ünnepélyes kihirdetés sem a Szent Péter tér felé történt, hanem annak háttal, a Szent Péter-bazilika belseje felé.

### A történelmi háttér
Tevékenységét végigkísérték a nagy tudományos felfedezések, a 19. század végi háborúk sora és az emberek életszínvonalának emelkedése is. 

#### Egyházi megújulás és politikai elszigetelődés
A katolikus egyház, amelynek XIII. Leó az élére lépett egyrészt erősebb, másrészt gyengébb volt, mint amikor IX. Piusz került a trónra, 1846-ban. Szellemileg a pápaság utoljára talán X. Leó pápa halála előtt állt ilyen magas szinten. Új lelkiségi mozgalmak keletkeztek, és mindenfelé reményt keltő jelek mutatkoztak. Dom Prosper Guéranger újra életet lehelt a franciaországi bencésekbe, és a gregorián énekekbe. Minden katolikus országban új szerzetesrendek alakultak (például a Fehér Atyák, a szaléziek, a verbiták, a szalvatoriánusok, pallottinusok, és a trappisták), terjedt a hit iránti odaadás, és a világmissziók újra fellendültek. Politikailag azonban a Szentszék Napóleon óta nem volt ilyen gyenge. Európa liberális kormányai rendre egyházellenes rendelkezéseket hoztak, és az 1860-as évek végétől az egyház és az állam szétválasztásának programja a közoktatásra is kiterjedt. Bár a válaszul létrejött katolikus pártok jelen voltak Németországban, Ausztria–Magyarországon, Belgiumban, Svájcban és Hollandiában, és keményen harcoltak is az Egyház érdekeiért, azonban az egyházellenes politikák és nézetek egyre nagyobb tért nyertek. Franciaországban az új köztársasági kormány 1878-tól antiklerikális politikába kezdett, Németországban pedig Otto von Bismarck elindította a keresztény egyház elleni Kulturkampfot, Írország forrongott, a felosztott és megszállt Lengyelországban sem volt nyugodt a helyzet. Ezekben az országokban üldöztetésekkel és egyéb kegyetlenkedésekkel biztosították a katolikus lakosságnak az uralkodóhoz való hűségét. A katolikusok és a liberálisok engesztelhetetlen ellentéte jellemezte a spanyol és a portugál politikai életet is. Olaszországban pedig kiváltképpen bizonytalan volt a helyzet, ugyanis itt még katolikus pártok sem segíthettek a Szentszéknek, hiszen Róma elfoglalása miatt IX. Piusz arra szólította fel a katolikusokat, hogy ne vegyenek részt a politikai életben. Ennek az lett a következménye, hogy az állam teljesen szabadkőműves befolyás alá került.[forrás?] Itt szinte gyűlölettől izzó légkörben kellett megkezdenie XIII. Leónak az uralkodását.

#### A szociális probléma
A politikai probléma mögött egy másik probléma is meghúzódott, amelyről eleinte a politika nem vett tudomást. A 19. század második felére az ipari forradalomból eredően a kapitalizmus uralma áthatotta az egész világot, az élet minden területét, és a létminimum alatt élő munkásosztály hatalmas tömegeit termelte ki. A proletariátus súlyos problémáira senki sem adott választ, még a katolikus pártok sem, hiszen az akkori szűk körű választójog miatt csak az elit mozgósítására nyílott lehetőségük. Karl Marx és Friedrich Engels dolgozták ki a munkásság tudományos világnézetét, a marxizmust, és egy osztályok nélküli, kommunista társadalom felépítésének lehetőségét vázolták fel. A gyökereiktől, hagyományaiktól megfosztott emberek ideológiai vákuumát a szocialista és anarchista csoportok képesek voltak betölteni. A nyomorban élő emberek egyre erőteljesebben kezdtek küzdeni a tőkés kizsákmányolók ellen, marxista tömegpártokba szerveződtek, és magukévá tették a tudományos szocializmus ideológiai alapjait is – a dialektikus és történelmi materializmust –, ami azt is jelentette, hogy elhatárolódtak minden fajta vallástól. XIII. Leó meglátta, hogy a proletariátus visszaintegrálása a katolikus egyház számára súlyos kihívás lett.

### Kormányzási irányvonala
Kormányzási programját az 1878. április 21-én kiadott „Inscrutabili Dei consilio” kezdetű enciklikájában, illetve az új államtitkárához intézett leiratában fejtette ki. Ennek szelleme és mondanivalójának lényege, hogy az egyházat és a kultúrát összhangba kell hozni, a modern világot újból kereszténnyé, a keresztény életet pedig korszerűvé kell formálni. Tehát az egyháznak ki kell lépnie az elzárkózottságból a világba, a társadalmi életben tevékenyen részt kell vállalnia, az emberek és a kor égető problémáira megoldást kell találnia, hogy így segítse elő, hogy a kultúra valódi alapjai: az erkölcs és az igazságosság elvei érvényesüljenek. 
Uralkodói eszményképének a középkor legjelentősebb pápáját, III. Incét jelölte meg. Az ő életművét, azaz a keresztény népeknek és államoknak a pápaság szellemi és erkölcsi fősége alatti egyesítését akarta megvalósítani (→ Res publica Christiana).
További két példaképe Nagy Szent Leó és III. Sándor pápa volt, ami azt jelzi, hogy nem a régi társadalmi rend védelmében akart a keresztény világ vezetője lenni, hanem elsősorban a nyugati népek kereszténnyé tétele, és a keresztény erkölcsök által történő megmentése mozgatta.
Mindezek érdekében az általa legmegfelelőbbnek tartott eszközöket és módszereket használta pápasága idején. Jellemző rá az ellentétek közötti egyensúlykeresés, a problémák kölcsönös előnyökkel járó megegyezés útján történő rendezése, a realitásokhoz való alkalmazkodás anélkül, hogy az egyház érdekein és értékein a legkisebb csorba esne, az egyház tanításának minden kérdésre vonatkozó kifejtése, és a népek vezetőivel való szoros együttműködés. Nem forradalmian akarta az új impulzusokat befogadni, hanem a régit nem megtagadva, a hagyomány szerves fejlődéséhez kapcsolta őket.

### Egyházpolitikája
XIII. Leó pápa született politikus volt. Legnagyobb sikereit kétségtelenül ezen a téren érte el, de teológiai műveltsége, szellemi képességei és látóköre lehetővé tették, hogy az egyház belső életét is megerősítse. Politikájában, amelyben segítségére voltak nagyképességű államtitkárai, elsősorban Ludovico Jacobini, (1880–1887), majd Mariano Rampolla del Tindaro, (1887–1903) szakított elődje minden megegyezést elutasító merev magatartásával, és így változtatni tudott az ellenséges viszonyokon is.

#### Külpolitikája

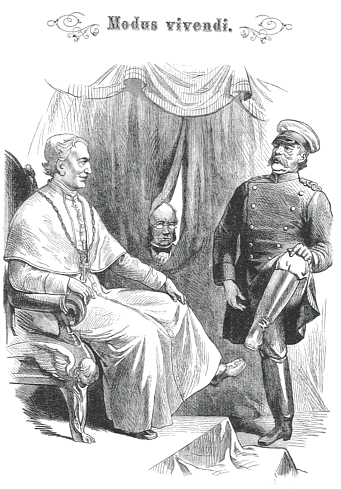
1878-as karikatúra XIII. Leóról és Bismarckról, hogy kölcsönösen arra biztatják egymást, hogy a másik csókolja meg a lábát

A legnagyobb sikert Németországban érte el. Itt trónra lépésekor már javában folyt a Bismarck vezette Kulturkampf, melynek során a Reichstag sorra hozta meg az egyházellenes törvényeket. 1871-ben felfüggesztették a kultuszminisztérium katolikus ügyosztályát, majd az ún. „szájkosártörvény” megtiltotta a lelkészeknek, hogy állami ügyekkel foglalkozzanak hivatásuk közben. 1872-ben állami felügyelet alá helyezték az összes nyilvános és magániskolát, majd először a jezsuitákat és a velük rokon rendek tagjait (redemptoristák, lazaristák stb.) utasították ki, vagy internálták a birodalom területéről, majd 1875-ben erre a sorsra jutott – a kizárólag betegápolással foglalkozó szerzetesrendek kivételével – az összes szerzetesközösség. 1873-tól csak az vállalhatott egyházi hivatalt, aki államilag elismert egyetemen hallgatott teológiát, és külön államvizsgát tett. A kinevezendő személyek ellen az állami főhivatal (Anzeigepflicht) tiltakozhatott, és az egyházfegyelmi ügyekben az állami hatóságot tették a legfelsőbb bírává. A király a katolikusokat a birodalom ellenségeinek nevezte, és 1874-től a törvényeknek ellenszegülő püspököket és papokat letartóztatták, vagy internálták.

Mindezek ellenére, rögtön amint megválasztották XIII. Leót, egy udvarias levélben kereste fel I. Vilmos német császárt, majd az ellene elkövetett sikertelen merénylet után is táviratban üdvözölte. Ezek jó bevezetésül szolgáltak az elkövetkező tárgyalásokhoz, ahol a pápának – több kedvező körülmény segítségével – sikerült elérnie, hogy 1880 és 1887 között fokozatosan visszavonják szinte az összes egyházellenes törvényt mind a Német Birodalomban, mind Svájcban. A pápa nemzetközi tekintélyének növekedését és a Németországgal kialakult barátságos viszonyt jól mutatja, hogy a Karolina-szigetek hovatartozásáról folyó német–spanyol vitában Bismarck a pápát kérte fel döntőbírónak, amit aztán mindkét fél elfogadott. I. Vilmos pedig a pápa aranymiséjére egy aranytiarát küldött ajándékba. Növekvő tekintélyét mutatja az is, hogy sorra tettek nála udvariassági látogatásokat az államfők, papságának arany és gyémánt jubileumára (1887, 1897) pedig a világ majdnem minden uralkodója és államfője jókívánságokkal és értékes ajándékokkal kedveskedett neki.
A világ többi részében is eredményesen működött közre az egyház elismerésében. Számos dél- és közép-amerikai állammal (Argentína, Brazília, Chile, Peru, Kolumbia, Ecuador, Mexikó) konkordátumot kötött, amellyel rendezte az egyházi viszonyokat. Oroszországgal való viszonyát az 1882-ben kötött megegyezéssel javította, és azt is elérte, hogy a cári kormányzat néhány katolikus püspöki széket is engedélyezett, és a katolikusüldöző törvényeket mérsékeltebben alkalmazta. Spanyolországgal is jó kapcsolatot teremtett, és ugyanígy Nagy-Britanniával is, ahol az ír nemzeti mozgalom mérséklésével erkölcsi támogatást nyújtott az angol kormánynak. Az Amerikai Egyesült Államokban pedig különösen emelkedett a pápa tekintélye. Cleveland elnök a pápának 50. jubileumára az Egyesült Államok alkotmányának egy díszpéldányát küldte el.
Az olasz és a francia állammal szemben azonban már nem volt ilyen sikeres a politikája. Az Olasz Királysággal a római kérdést illetően nem tudott megegyezni. Ebben következetesen elődje politikáját folytatta. Amikor 1887-ben belátta, hogy a közvetlen tárgyalások nem vezetnek eredményre, megpróbálta a római kérdést nemzetközi üggyé tenni. Ebben előbb Németországra, majd Franciaországra támaszkodott, de reményeiben csalódnia kellett. A feszültség a pápaság és az Olasz Királyság között csak egyre nőtt, ami természetesen az egész olaszországi egyház életére kihatott.

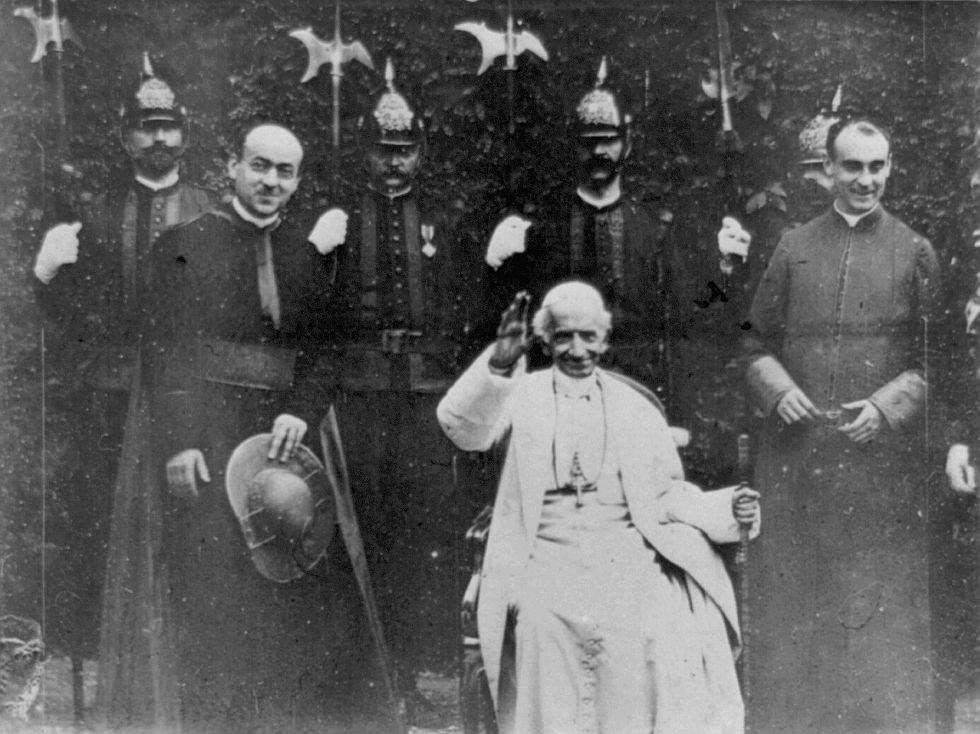
XIII. Leó pápa megáldja az őt filmező kamerát 1896-ban

XIII. Leó pápa franciaországi egyházpolitikája sem járt sikerrel, pedig különös előszeretettel viseltetett a francia katolikusokkal szemben. Amikor azok számtalan politikai csoportra bomlottak, és így tehetetlenek voltak az egyházellenes állami támadásokkal szemben, egységre és a köztársasági államforma elismerésére (ralliement) szólította fel őket (Au milieu des sollicitudines enciklika – 1892). Azonban az erősen királypárti, köztársaság-ellenes francia katolikusok nem engedelmeskedtek a pápának, így a katolikus egység nem jött létre, és a pápa felszólításának engedelmeskedők nem nyertek befolyást a parlamentben. Az egyházellenes republikánus támadások így csak növekedtek. XIII. Leónak még meg kellett érnie az 1901-es és 1902-es egyházellenes törvényeket, amelyek során betiltották csaknem az összes szerzetesrendet, vagyonukat elkobozták, az összes szerzetestől megvonták a tanítás jogát, és 14 500 egyházi iskolát zártak be.
XIII. Leó jelentős körleveleket is szentelt a politikai problémáknak. Főként az egyház és az állam viszonyával foglalkozott és mesteri módon a keresztény állam sajátosságait, köztük az állam feladatait, méltóságát és önállóságát is taglalta (Quod apostolici muneris, 1878; Diuturnum illud, 1881; Immortale Dei, 1885. Az emberi szabadságjogokról (Libertas praestantissium, 1887), az állampolgári kötelességekről (Sapientiae christianae, 1890) és a keresztény demokráciáról (Graves de commoni, 1901) sem feledkezett meg.

#### A Rerum novarum és a szociális kérdés
Útmutatása a szociális- és munkakérdést illetően korszakalkotó volt, híres Rerum novarum kezdetű körlevele (1891. május 15.) azonban több évtizedes késéssel érkezett. A kérdés kulcsa ekkor ugyanis már rég az egyházon kívül álló körök kezében volt, ezekre pedig Leó pápa is alig hatott. A Rerum novarum jelentősége abban állott, hogy első ízben fogalmazta meg a kereszténység tanítását a szociális rendre, a munkára és a munkaadó viszonyára vonatkozólag. Ezzel a későbbi nagy szociális enciklikák sorozatát nyitotta meg (XI. Piusz pápa: Quadragesimo anno, 1931; XXIII. János pápa: Mater et Magistra, 1961; II. János Pál pápa: Centesimus Annus, 1991).

#### Belső egyházkormányzata

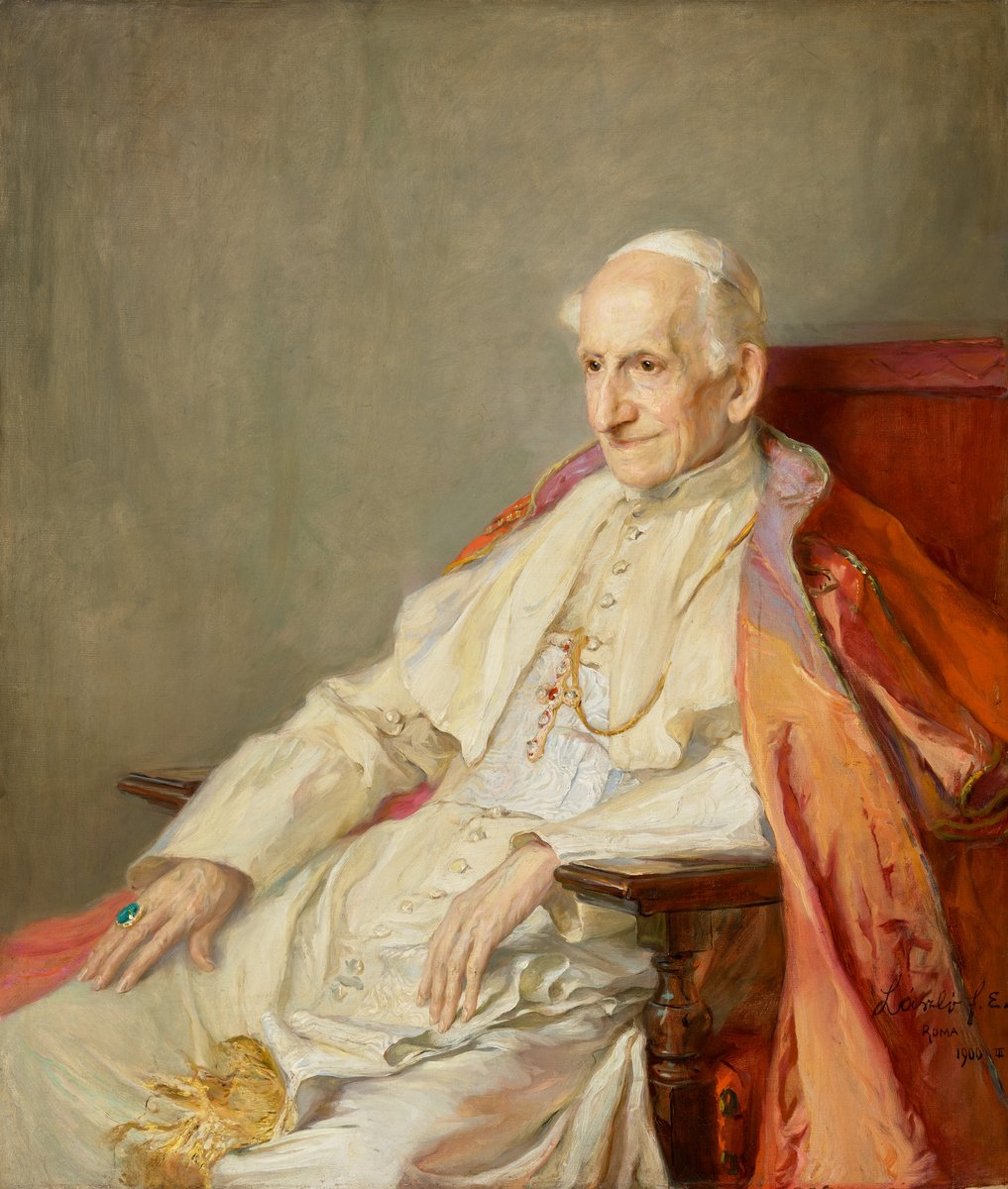
XIII. Leó portréja, László Fülöp, 1900

Az egyház belső életét tekintve sokban elődje munkásságát folytatta: a híveket vallásosságra és a keresztény elvek megvalósítására buzdította (házasság: Arcanum illud, 1880; keresztény élet: Exeunte jam, 1888; egyház egysége: Satis cognitum, 1896; Oltáriszentség: Mirae caritatis, 1902), az emberiséget Jézus Szent Szívének szentelte (1900), eléje pedig a szentek és Szűz Mária példáját állította (kilenc enciklika). Elődjének politikáját folytatta abban is, hogy a római kúria centralizmusát tovább kiépítette és főként a püspökök joghatóságát a római egyházi hivatalokkal, sőt még a nunciusokkal szemben is korlátozta.

#### Tudományos és teológiai munkássága
XIII. Leó pápasága korszakalkotó volt;
- a modern biblikus tudományok felkarolása (Providentissmimus Deus, 1893),
- a vatikáni levéltárak megnyitása a képzett kutatók előtt (1881),
- a bencés rend és a ferences rend megreformálása,
- a katolikus bölcselet megújítása terén, Aquinói Szent Tamás szellemében (neotomizmus, Aeterni Patris, 1879;
- Aquinói Szent Tamás Pápai Akadémia alapítása és műveinek kritikai kiadása: Editio Leonina).

#### A modernizmus és amerikanizmus elítélése
A Vatikán már a Biblia-enciklika (Providentissimus Deus , „A Szentírás tanulmányozásáról”) 1893-as megjelenésekor elítélte a kor egyik legjelentősebb katolikus bibliakutatójának, Alfred Loisynak a modernista írásait és lemondatták a professzori állásáról is.
Uralkodása végén Leó a rigorizmushoz kanyarodott vissza. Ez az integralisták megerősödését hozta a Kúriában. Ennek következménye lett 1899-ben az amerikanizmus  elítélése is.
Az amerikanizmus Észak-Amerikából kiinduló reformmozgalom volt a katolikus egyházban. Legszűkebb térre akarták szorítani a tekintély elvét; sürgették a modern kultúrához, az amerikai nép sajátosságaihoz való még nagyobb alkalmazkodást, a minél nagyobb demokráciát, az Egyház és az állam szétválasztását.  Az európai konzervatív klerikusok a modernizmus jeleit fedezték fel benne, ezért az egyház eretnekségként elítélte.

#### Politikája más egyházakkal szemben
XIII. Leó pápasága a keresztény egyházak közötti párbeszédet illetően is fordulópontot jelentett. Főként az ortodox kereszténység felé közeledett. Elsőnek ismerte el a keleti rítusok jogát, és lemondott a latin rítus és egyházfegyelem terjesztéséről más rítusú keresztények között (Praeclara gratulationis, 1893; Orientalium dignitas, 1894). Ez irányú fáradozása bár nem hozott konkrét eredményeket, az egyesült egyházak helyzete megjavult (az alexandriai kopt pátriárkatus felállítása stb.).

### Leó imái
Az „Leói-imák” 1884-ben keletkeztek, amikor a pápa elrendelte bizonyos imák (három Üdvözlégy Mária, az Üdvözlégy Szent Királynő és az Egyházért mondott imádság) elmondását a Szentszék függetlenségének védelmében. Isten segítségét kérték a pápa világi szuverenitásának elvesztésének kielégítő megoldásához, amely megfosztotta őt attól a függetlenségtől, amelyet lelki tekintélyének hatékony gyakorlásához szükségesnek érzett.

#### Szent Mihályhoz intézett imák
A pápa Szent Mihály iránti odaadásáról is ismert. Ő volt az első, aki kérte, hogy a Szent Mihályhoz intézett imát a szentmise utáni imák közé illesszék, később pedig ő alkotta meg és hirdette ki az ördög elleni ördögűzést, amely egy különleges Szent Mihályhoz intézett imát is tartalmaz.
1886-ban, miután bemutatta a miséjét, a pápának látomása volt a Rómában gyülekező démoni szellemekről. Ez nagy hatással volt XIII. Leóra, és arra késztette, hogy megírja és kihirdesse a Szent Mihály imát. Elrendelte, hogy a  Szent Mihályhoz szóló imát vegyék fel az imák közé.
„Szent Mihály arkangyal, védelmezz minket a küzdelemben; a Sátán gonosz kísértései ellen légy oltalmunk! Esedezve kérjük: „Parancsoljon neki az Isten!” Te pedig, mennyei seregek vezére, a sátánt és a többi gonosz szellemet, akik a lelkek vesztére körüljárnak a világban, Isten erejével taszítsd vissza a kárhozat helyére! Ámen.” 
A leói imát 1886 és 1964 között a katolikus egyházban a csendes mise után mondták, de nem került be a mise szövegébe. VI. Pál pápa az 1964-ben az Inter oecumenici kezdetű utasításával eltörölte a leói imákat.

#### Ördögűző imák
1890-ben, húsz évvel Róma elfoglalása után, amely megfosztotta a pápaságot világi hatalmának utolsó nyomától is, XIII. Leó pápa írt egy ördögűző imát, és azt javasolta, hogy a püspökök és papok gyakran olvassák ezeket az ördögűzéseket egyházmegyéikben és plébániáikon.
A pápa beillesztette ezt az imát a Római rituálé kiadásába, igy bekerült a katolikus imakönyvekbe.
1890. május 18-án részleges búcsút adott azoknak, akik naponta áhítattal imádkozták a formulát, és egyes esetekben teljes búcsút.

## Méltatása
Pontifikátusának mérlegét levonva megállapítható, hogy kivezette a pápaságot az elszigeteltségből és visszavezette az egyházat a jelenhez, a modern világhoz. 
Az uralkodása alatt a katolicizmus ismét szellemi világhatalom és világegyház lett, és ennek révén a nemzetközi politika fontos tényezőjévé válhatott. Sikerült nagy presztízst szereznie a pápaságnak, amint azt a Vatikánnal diplomáciai kapcsolatra lépő országok számának megnövekedése is mutatta, a nem keresztény országok részéről is. Számos országgal kötött konkordátumot; a török szultán, a perzsa sah, a japán és a kínai császár, az abesszíniai negus ajándékot küldött neki. VII. Eduárd brit király is meglátogatta a Vatikánban.
Összesen 248 püspökséget és 48 apostoli vikariátust, illetve prefektúrát állított fel, köztük a kelet-indiai (1886) és a japán (1891) egyházi szervezetet. XIII. Leó megerősítette a pápaság erkölcsi tekintélyét.
Szívén viselte a katolikus egyetemek, a keresztény archeológiai kutatások és a keresztény sajtó ügyét. Az ösztönzésére több országban létesültek katolikus egyetemek.
Mély emberismeretről tanúskodó enciklikáiban szabatosan körvonalazta a katolikus álláspontot a kor kérdéseivel és mozgalmaival szemben. E tekintetben különösen mély hatást gyakorolt a szocializmusról (1878), az államhatalom eredetéről (1881), a keresztény államrendről (1885), a polgári szabadságról (1888), az állampolgári kötelességekről (1890), a munkáskérdésről (1891) és a keresztény demokráciáról (1901) kiadott körleveleivel. Hogy a laikus katolikusokat szervezett társadalmi tevékenységbe vonja az egyház és a vallás védelmében, minden alkalommal sürgette a „katolikus akciót", amelynek érdekében megszerveztette az Opera dei Congressit (e dei comitati cattolici), s annak szociális alosztályát.
Bár pápasága nem hozott azonnali változást a római katolikus egyház társadalomhoz való viszonyában, számos új hozzáállást indított el, amelyek a következő évtizedekben kezdtek érlelődni. Utódai, X. Piusz pápa, XV. Benedek pápa, XI. Piusz pápa, XII. Piusz pápa is az ő általa előkészített utat követték.

## Művei
- Documenta Catholica Omnia (latin nyelven). Cooperatorum Veritatis Societas. (Hozzáférés: 2011. december 6.)

### Művei magyarul
- A Szent Család ünnepére In: Sík Sándor: Himnuszok könyve, Szent István Társulat, Budapest, 1943, 477–483. o.

## Fordítás
- Ez a szócikk részben vagy egészben  a   Pope Leo XIII című angol Wikipédia-szócikk fordításán alapul.  Az eredeti cikk szerkesztőit annak laptörténete sorolja fel. Ez a jelzés csupán a megfogalmazás eredetét és a szerzői jogokat jelzi, nem szolgál a cikkben szereplő információk forrásmegjelöléseként.